# Каталуня (писта)
Сиркуит де Каталуня (на каталунски Circuit de Catalunya) е писта за автомобилни и мотоциклетни състезания, намираща се в община Монтмело, северно от Барселона, Испания.
Пистата е домакин на стартовете за Голямата награда на Испания във Формула 1 и Голямата награда на Каталуня в Мото ГП, състезания от сериите GP2 и др.

## История
Тази писта често е наричана Барселона, въпреки че се намира извън града, за разлика от пистата Монджуик, която е улична писта и се намира в самия град - в парк Монджуик - и домакинства на четири старта от Формула 1 в периода 1969 - 1975 г. Именно тези стартове дават идеята за строежа на Сиркуит де Каталуня, за да може Голямата награда на Испания отново да се провежда в Каталуня.
Пистата е официално открита през месец септември 1991 г. Още същия месец се провежда и първата надпревара за Голямата награда на Испания.
Сиркуит де Каталуня е предпочитана от много отбори за тестове на болидите и предсезонна подготовка. Това се дължи както на съчетанието от скоростни отсечки, бързи и бавни завои, така и на мекия климат през зимата и пролетта.
Някои от запомнящите се стартове от Формула 1 са през 1994 г., когато Михаел Шумахер финишира втори, въпреки че заради повреда кара над половината състезание само на пета скорост; през 1996 г., когато Шумахер печели първата си победа за Ферари; през 2001 г., когато Мика Хакинен се вижда победител, но отпада в последната обиколка заради повреда в съединителя, а победата грабва Шумахер; през 2006 г., когато Фернандо Алонсо става първият испанец, спечелил Голямата награда на Испания.
През 2004 г. по време на предсезонни тестове Лорис Капироси с Дукати Десмоседичи развива скорост от 347,4 км/ч на старт-финалната права. Тази скорост е рекордна за Световния шампионат по мотоциклетизъм.

## Характеристики
Характерни за пистата, освен климата и разнообразието от завои, са и трудните изпреварвания в края на старт-финалната права. Последният завой преди нея е бърз и водещата кола създава турбуленция, която възпрепятства следващата я да се движи плътно след нея, а на старт-финалната права не може да скъси това разстояние дотолкова, че да има условия за изпреварване в първия завой. Затова през 2007 г. преди последния завой е направен шикан, който предотвратява турбуленцията.
Друг фактор, който играе голяма роля по време на състезателния уикенд са драстичните промени в посоката на вятъра. Това прави труден избора на аеродинамичните настройки на болида и понякога води до изненадващи резултати на по-слаби отбори, които са налучкали правилните настройки.
Дългите широки завои натоварват гумите и стимулират износването им.

## Победители

### Формула 1
| Година | Пилот            | Конструктор       | Статистика |
| ------ | ---------------- | ----------------- | ---------- |
| 2013   | Фернандо Алонсо  | Ферари            | Статистика |
| 2012   | Пастор Малдонадо | Уилямс-Рено       | Статистика |
| 2011   | Себастиан Фетел  | Ред Бул-Рено      | Статистика |
| 2010   | Марк Уебър       | Ред Бул-Рено      | Статистика |
| 2009   | Дженсън Бътън    | Браун-Мерцедес    | Статистика |
| 2008   | Кими Райконен    | Ферари            | Статистика |
| 2007   | Фелипе Маса      | Ферари            | Статистика |
| 2006   | Фернандо Алонсо  | Рено              | Статистика |
| 2005   | Кими Райконен    | Макларън-Мерцедес | Статистика |
| 2004   | Михаел Шумахер   | Ферари            | Статистика |
| 2003   | Михаел Шумахер   | Ферари            | Статистика |
| 2002   | Михаел Шумахер   | Ферари            | Статистика |
| 2001   | Михаел Шумахер   | Ферари            | Статистика |
| 2000   | Мика Хакинен     | Макларън-Мерцедес | Статистика |
| 1999   | Мика Хакинен     | Макларън-Мерцедес | Статистика |
| 1998   | Мика Хакинен     | Макларън-Мерцедес | Статистика |
| 1997   | Жак Вилньов      | Уилямс-Рено       | Статистика |
| 1996   | Михаел Шумахер   | Ферари            | Статистика |
| 1995   | Михаел Шумахер   | Бенетон-Рено      | Статистика |
| 1994   | Деймън Хил       | Уилямс-Рено       | Статистика |
| 1993   | Ален Прост       | Уилямс-Рено       | Статистика |
| 1992   | Найджъл Менсъл   | Уилямс-Рено       | Статистика |
| 1991   | Найджъл Менсъл   | Уилямс-Рено       | Статистика |

### Световен шампионат по мотоциклетизъм
| Година | 125cc                       | 250cc                     | 500cc                     |
| ------ | --------------------------- | ------------------------- | ------------------------- |
| 1996   | Тономе Манако (Хонда)       | Макс Биаджи (Априля)      | Карлос Чека (Хонда)       |
| 1997   | Валентино Роси (Априля)     | Ралф Валдман (Хонда)      | Майкъл Дуън (Хонда)       |
| 1998   | Тономе Манако (Хонда)       | Валентино Роси (Априля)   | Майкъл Дуън (Хонда)       |
| 1999   | Арно Венсан (Априля)        | Валентино Роси (Априля)   | Алекс Кривие (Хонда)      |
| 2000   | Симоне Сана (Априля)        | Оливие Жак (Ямаха)        | Кени Робъртс мл. (Сузуки) |
| 2001   | Лусио Чекинело (Априля)     | Дайджиро Като (Хонда)     | Валентино Роси (Хонда)    |
| Година | 125cc                       | 250cc                     | MotoGP                    |
| 2002   | Мануел Поджали (Джилера)    | Марко Меландри (Априля)   | Валентино Роси (Хонда)    |
| 2003   | Дани Педроса (Хонда)        | Ранди дьо Пюние (Априля)  | Лорис Капироси (Дукати)   |
| 2004   | Ектор Барбера (Априля)      | Ранди дьо Пюние (Априля)  | Валентино Роси (Ямаха)    |
| 2005   | Матия Пасини (Априля)       | Дани Педроса (Хонда)      | Валентино Роси (Ямаха)    |
| 2006   | Алваро Баутиста (Априля)    | Андреа Довициосо (Хонда)  | Валентино Роси (Ямаха)    |
| 2007   | Томойоши Кояма (КТМ)        | Хорхе Лоренцо (Априля)    | Кейси Стоунър (Дукати)    |
| 2008   | Майк Ди Мелио (Дерби)       | Марко Симончели (Джилера) | Дани Педроса (Хонда)      |
| 2009   | Андреа Яноне (Априля)       | Алваро Батиста (Априля)   | Валентино Роси (Ямаха)    |
| Година | 125cc                       | Moto2                     | MotoGP                    |
| 2010   | Марк Маркез (Дерби)         | Юки Такахаши (Тех 3)      | Хорхе Лоренцо (Ямаха)     |
| 2011   | Николас Терол (Априля)      | Стефан Брадл (Калекс)     | Кейси Стонър (Хонда)      |
| Година | Moto3                       | Moto2                     | MotoGP                    |
| 2012   | Маверик Винялес (ФТР Хонда) | Андреа Яноне (Спийд Ъп)   | Хорхе Лоренцо (Ямаха)     |
| 2013   | Луис Салом (КТМ)            | Пол Еспаргаро (Калекс)    | Хорхе Лоренцо (Ямаха)     |